# Rey (Gwiezdne wojny)
Rey – fikcyjna postać ze świata Gwiezdnych wojen, po raz pierwszy pojawiająca się w filmie Gwiezdne wojny: Przebudzenie Mocy z 2015 roku, gdzie w jej rolę wcieliła się Daisy Ridley.

## Życiorys

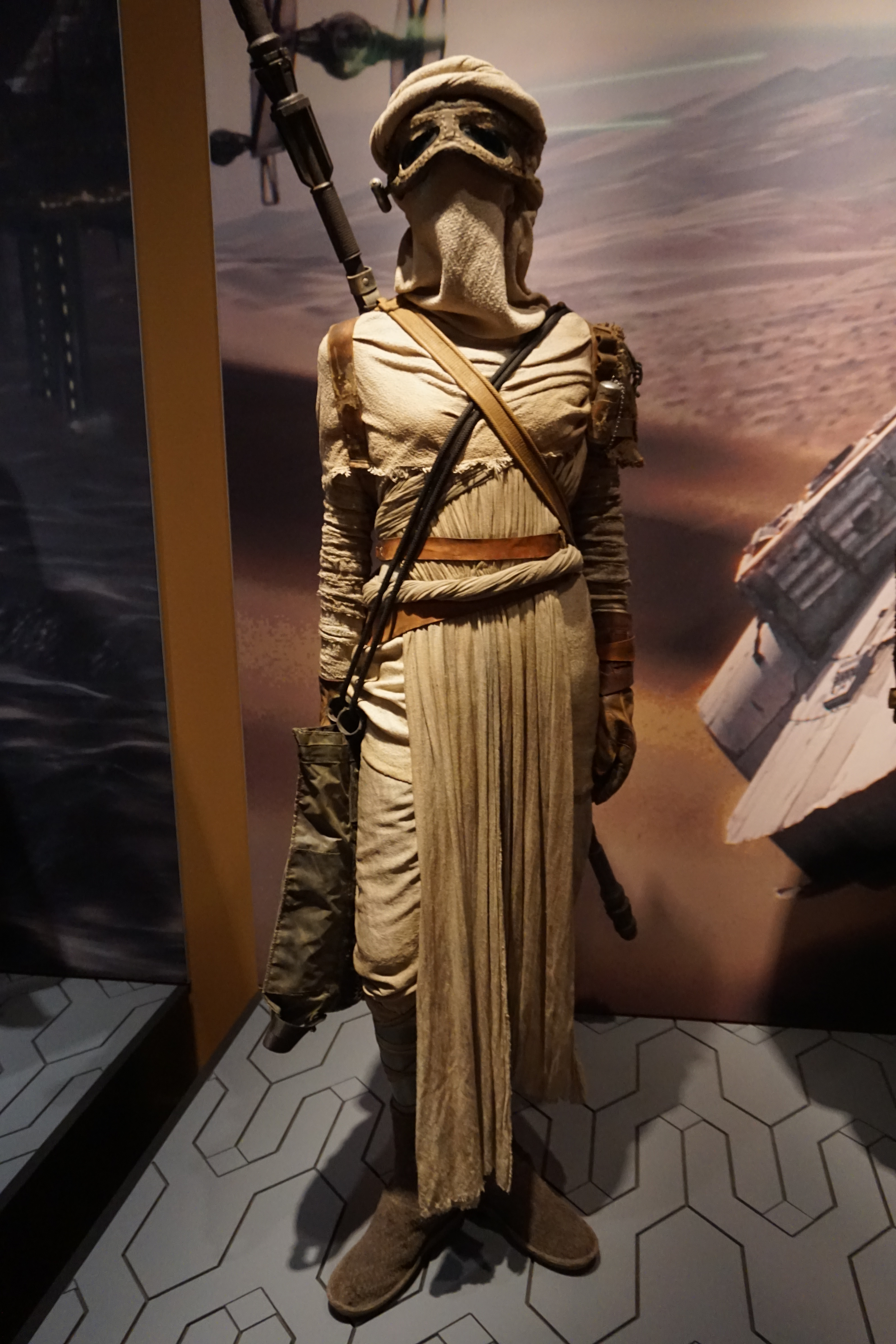
Kostium Rey

Rey dorastała na pustynnej planecie Jakku, na której została porzucona. Wierzyła, że pewnego dnia rodzice wrócą po nią. Nauczyła się sztuki przetrwania, utrzymując się ze zbierania złomu. Stała się utalentowanym mechanikiem, pilotem i wojownikiem. Nie była świadoma sytuacji panującej w Galaktyce.
Jej życie zmieniło się, gdy spotkała droida astromechanicznego – BB-8. Dziewczyna zaoferowała wsparcie nowo poznanemu przyjacielowi. Następnego dnia Rey natknęła się na Finna, dawnego szturmowca Najwyższego Porządku, który razem z Poe Dameronem próbował uciec przed wrogiem. Uciekając z planety Sokołem Millenium, natknęli się na Hana Solo i Chewbaccę. Razem chcieli dotrzeć do siedziby Ruchu Oporu.
Po ataku Najwyższego Porządku na planetę Takodana, Rey została schwytana i zabrana do głównej bazy – Starkiller. Podczas przesłuchania przez Kylo Rena oparła się jego Mocy i odkryła, że również ją posiada. Dzięki niej uciekła z sali przesłuchań. Spotkała Finna, Hana i Chewbaccę, którzy przybyli ją uratować. Była świadkiem zabójstwa Hana przez jego syna. Po pokonaniu Finna przez Kylo Rena Rey wzięła miecz świetlny Finna i sama rozpoczęła walkę z Kylo Renem. Dzięki Mocy udało jej się pokonać Rena, ale po chwili zostali rozdzieleni przez szczelinę w ziemi. Dziewczyna wraz z Finnem i Chewbaccą uciekła Sokołem Millenium. Podczas gdy na D’Qar Ruch Oporu świętował zwycięstwo, Leia, Chewbacca i Rey opłakiwali śmierć Hana. Nieoczekiwanie R2-D2 obudził się z hibernacji i ujawnił brakującą część mapy, która pozwoliła Rey odszukać Luke’a na odległej planecie.